# Crisi haitiana
La crisi haitiana scoppiò a causa del malgoverno e delle proteste dei cittadini haitiani dal 2018.

## Storia

### Presidenza di Jovenel Moïse
Nel marzo 2018 il Venezuela ha interrotto la fornitura di petrolio al paese causando un forte rialzo dei prezzi di benzina, gasolio e cherosene attenuato dall'introduzione di alcune misure da parte del governo guidato da Jack Guy Lafontant. Nel luglio dello stesso anno però il governo ha annunciato delle riforme che prevedevano la soppressione delle misure adottate ad inizio anno in accordo con le richieste del Fondo Monetario Internazionale, causando delle violente proteste nella capitale che tra le altre cose richiedevano le dimissioni di Moïse. Il 15 luglio il Primo ministro ha annunciato le sue dimissioni, venendo rimpiazzato circa un mese dopo da Jean-Henry Céant.
Nuove proteste sono dilagate nel febbraio 2019 a causa della crescente inflazione e del repentino calo di valore del gourde rispetto al dollaro statunitense, tradottisi con una maggiorazione dei costi soprattutto per i beni essenziali. Dopo circa sei mesi il governo di Céant cadde con una mozione di sfiducia votata dalla Camera dei deputati e nonostante un iniziale rifiuto alle dimissioni da parte del Primo ministro il 21 marzo Moïse ha scelto di nominare al suo posto Jean-Michel Lapin, Ministro della cultura e delle comunicazioni, che tuttavia non ha ricevuto la fiducia dall'Assemblea nazionale dando inizio ad una crisi politica; a luglio Moïse ha annunciato la nomina a Primo ministro di Fritz-William Michel ma anche questa non fu confermata dal parlamento haitiano. Le proteste sono continuate tra settembre e dicembre portando ad un periodo definito in creolo come peyi lòk, ossia lockdown nazionale, a causa della chiusura di numerose infrastrutture pubbliche e private.
Dopo aver annunciato l'intenzione di bypassare il parlamento governando attraverso decreti presidenziali nel marzo 2020 ha annunciato la nomina a Primo ministro del Ministro dell'ambiente e dell'economia Joseph Jouthe, approfittando della sospensione del parlamento in seguito al non svolgimento delle elezioni previste ad autunno 2019.
Ulteriori proteste sono nate negli ultimi mesi del 2020 criticando la risposta governativa alla pandemia di COVID-19. Nei primi mesi del 2021 diverse associazioni per la tutela dei diritti umani e dei diritti delle donne hanno indirizzato una lettera alla Missione delle Nazioni Unite ad Haiti chiedendo di non supportare il Presidente Moïse nell'attuazione dei suoi "piani anti-democratici".
Il 7 febbraio 2021 i partiti d'opposizione hanno nominato come capo di Stato il giudice della Corte suprema Joseph Mécène Jean-Louis, ritenendo terminato il mandato di Moïse; quest'ultimo tuttavia annunciò che le autorità avevano sventato un tentato colpo di Stato portando all'arresto di 23 persone, tra cui un altro giudice della corte suprema, Yvickel Dieujuste Dabrezil. Il giorno successivo attraverso un decreto presidenziale, ritenuto illegittimo e incostituzionale, ha terminato il mandato di tre giudici della corte: Jean-Louis, Dabrezil e Wendelle Coq Thelot, suscitando la preoccupazione degli osservatori internazionali ed in special modo degli Stati Uniti d'America. La repressione del colpo di Stato ha dato il via a numerose proteste concentrate prevalentemente a Port-au-Prince, diffusesi poi in tutto il paese in seguito all'aumento dei rapimenti da parte della criminalità organizzata. Nel mese di aprile il governo Jouthe ha rassegnato le proprie dimissioni e Moïse ha nominato come Primo ministro Claude Joseph, già Ministro degli affari esteri e del culto.

### Presidenza di Ariel Henry
Il 5 luglio 2021 era stato indicato come prossimo primo ministro di Haiti dal presidente in carica Jovenel Moïse, appena due giorni prima che questi fosse assassinato, così che la sua nomina  rimase bloccata.
Il 19 luglio 2021, l'allora primo ministro Claude Joseph, che ricopriva la carica ad interim, annunciò le proprie dimissioni. Henry ha prestato giuramento come primo ministro il giorno dopo, 20 luglio.
È stato oggetto di polemica il suo rifiuto di collaborare con le autorità sui suoi legami con Joseph-Félix Badio, uno degli accusati di aver orchestrato l'assassinio del presidente Moïse. Gli ufficiali che indagavano sul caso sospettavano che Henry fosse coinvolto nella pianificazione dell'assassinio dell'uomo di stato.
Il 12 marzo 2024, si dimette dalla carica di primo ministro a causa della rivolta armata scoppiata a Port-au-Prince, che ha portato all'occupazione della città da parte di bande criminali.

### Guerra delle bande dei gangster
Dal 2020, la capitale di Haiti, Port-au-Prince, è il luogo di una guerra tra bande in corso tra due importanti gruppi criminali e i loro alleati: le Forze rivoluzionarie della famiglia e degli alleati del G9 (FRG9 o G9) e il G-Pep. Il governo di Haiti e le forze di sicurezza haitiane hanno lottato per mantenere il controllo di Port-au-Prince in questo conflitto che controllano fino al 90% della città nel 2023.
In risposta all'escalation dei combattimenti tra bande, è emerso anche un movimento di vigilanti armati, noto come "bwa kale" (dal creolo haitiano "fermaporta"), con lo scopo di combattere le bande. Il 2 ottobre 2023 è stata approvata la risoluzione 2699 del Consiglio di sicurezza delle Nazioni Unite, che autorizza una "missione multinazionale di sostegno alla sicurezza" guidata dal Kenya.
Nel marzo 2024, la violenza delle bande si è diffusa in tutta la città haitiana con l'obiettivo delle dimissioni del primo ministro e presidente ad interim Ariel Henry, portando all'assalto di due prigioni e al rilascio di migliaia di prigionieri. Questi attacchi e i successivi attacchi contro varie istituzioni governative hanno portato il governo haitiano a dichiarare lo stato di emergenza e a imporre il coprifuoco. L'11 marzo dello stesso anno Henry ha accettato di dimettersi una volta formato un governo di transizione.

### Consiglio presidenziale di transizione
Dopo le dimissioni del premier Henry si è giunti ad un accordo sull'istituzione del Consiglio presidenziale di transizione composto da membri che non saranno eletti alle prossime elezioni.